# Andrzej Szefer
Andrzej Otton Szefer (właśc. Otton Andrzej Schäffer, ur. 1 listopada 1930 w Bitkowie w powiecie nadwórniańskim, zm. 3 października 1990 w Katowicach) – historyk, prof. dr hab., badacz historii Górnego Śląska okresu II wojny światowej.

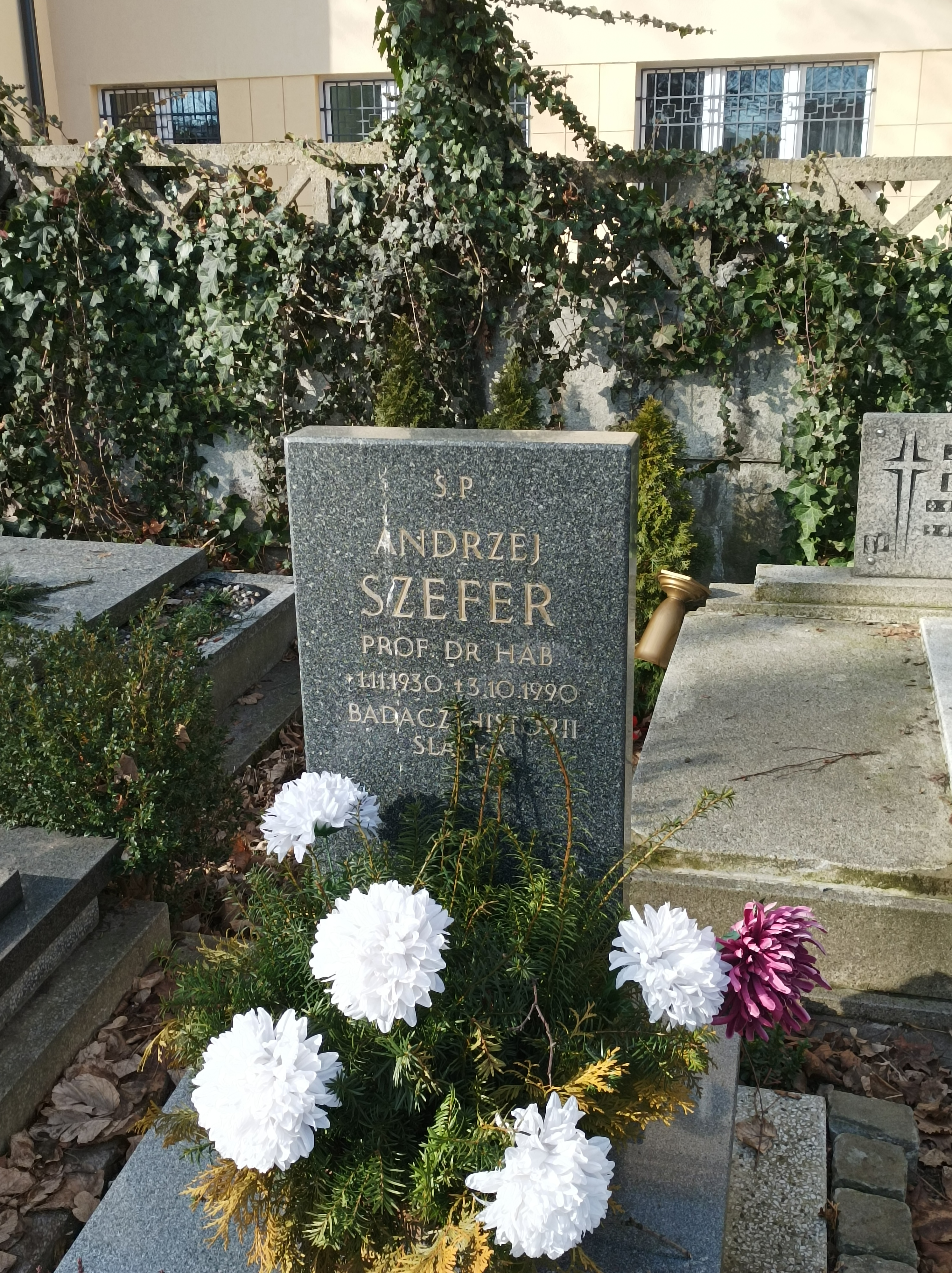
Grób prof. Andrzeja Szefera na cmentarzu przy ul. Sienkiewicza w Katowicach

## Życiorys
Absolwent Uniwersytetu Jagiellońskiego. W latach 1972–1982 dyrektor Biblioteki Śląskiej. W latach 1968–1981 wykładowca w Instytucie Historii Uniwersytetu Śląskiego. Członek Okręgowej Komisji Badania Zbrodni Hitlerowskich w Katowicach Instytutu Pamięci Narodowej, pracownik Śląskiego Instytutu Naukowego w Katowicach. Autor wielu książek i opracowań historycznych.

## Niektóre publikacje
- Bohaterowie spod znaku lilijki, ISBN 83-7008-008-1
- Akcja Tannenberg, ISBN 83-00-00643-5
- Hitlerowskie próby zasiedlania ziemi śląsko-dąbrowskiej w latach II wojny światowej (1939-1945), ISBN 83-00-00805-5
- Hitlerowska prowokacja w Gliwicach oraz w Stodołach i Byczynie 31 sierpnia 1939 roku
- Marian Batko: 1901-1941 nauczyciel, więzień obozu koncentracyjnego
- Prywatna wojna leutnanta Alberta Herznera czyli niemiecki napad na Przełęcz Jabłonkowską w nocy z 25 na 26 sierpnia 1939 roku
- Przesiedleńcy niemieccy na Górnym Śląsku w latach 1939-1945 r.